# Сиротинин, Николай Николаевич (физиолог)
Никола́й Никола́евич Сироти́нин (14 (26) ноября 1896, Саратов — 4 апреля 1977, Киев) — советский патофизиолог, изобретатель кислородного коктейля (1963). Действительный член АМН СССР (1957), член-корреспондент АН УССР (1939). Ученик академика А. А. Богомольца. Сын Н. Н. Сиротинина.

## Биография
Родился 14 (26) ноября 1896 года в Саратове в семье Николая Николаевича и Марии Алексеевны Сиротининых. Отец занимал должность секретаря Саратовской Городской думы.
Среднее образование получил в Саратовской полноправной мужской гимназии А. М. Добровольского, которую окончил в 1915 году с золотой медалью.
В том же году поступил на медицинский факультет Саратовского университета. В 1919 году, будучи студентом, стал сотрудником НИИ «Микроб». В 1921 году направлен в Москву для специализации по изготовлению противодифтерийной сыворотки. В 1923 году заведовал передвижной малярийной станцией Рязанско-Уральской железной дороги. В 1924 году, сдав экзамены экстерном, получил диплом врача.
В 1925 году вслед за А. А. Богомольцем, назначенным на должность заведующего кафедрой патофизиологии 2-го Московского университета, переезжает в Москву. Работает ассистентом, затем приват-доцентом кафедры патофизиологии.
В 1928 защитил докторскую диссертацию «К учению об анафилаксии». В Москве также работал старшим научным сотрудником в Институте мозга Коммунистической академии и в Медико-биологическом институте Главнауки.
С 1929 года по приглашению профессора гистологии А. Н. Миславского заведует кафедрой патологической физиологии Казанского медицинского института.
В Казани изучал изменения основного обмена и содержание глютатиона в крови при анафилаксии, а также влияние блокады ретикулоэндотелиальной системы на анафилаксию. Н. Н. Сиротининым написаны главы «Воспаление» и «Аллергия» для многотомного руководства по патофизиологии под редакцией А. А. Богомольца. Опубликовал первое в СССР руководство по аллергии (1934).
Ежегодно готовил и проводил экспедиции на Эльбрус, Памир, Алтай, в которых принимали участие сотрудники кафедры патофизиологии, врачи, микробиологи.
Работа в Казани завершилась изданием «Сборника работ кафедры патологической физиологии Казанского Государственного медицинского института» в 1933 году.
В 1934 году переезжает в Киев в Институт экспериментальной биологии и патологии, возглавляемый А. А. Богомольцем. Вплоть до самой смерти работал в Институте физиологии АН УССР, одновременно в 1955—1960 гг. заведовал кафедрой патологической физиологии Киевского медицинского института (ныне Национальный медицинский университет имени А. А. Богомольца).
В начале 1960-х Н. Н. Сиротинин проводил исследования по изучению дыхательной функции желудка. Им был предложен метод энтеральной оксигенотерапии, заключавшийся в пероральном употреблении кислородной пены, позже названной кислородным коктейлем. О своём изобретении учёный впервые доложил на заседании кислородного комитета в Министерстве здравоохранения Украины в 1963 году.
Основные труды Н. Н. Сиротинина посвящены вопросам сравнительной патологии реактивности организма, аллергии, иммунитета и инфекционного процесса. Разработал принцип ступенчатой акклиматизации в горах, показал возможности использования адаптации к высокогорному климату для повышения устойчивости организма к некоторым экстремальным воздействиям. Считается одним из основоположников таких научных направлений в отечественной медицине, как иммунология, высокогорная физиология, реаниматология, космическая медицина.
Скончался в Киеве 4 апреля 1977 года.

## Научные звания и награды
- Член-корреспондент АН УССР (1939)
- Заслуженный деятель науки Украинской ССР (1941)
- Академик АМН СССР (1957)
- Лауреат премии имени. А. А. Богомольца (1976)

## Адреса вКиеве
- Костёльная улица, дом 15 — здание, возведенное для проживания учёных АН УССР.

## Публикации
- Н. Н. Сиротинин. Аллергии, в кн.: Основы и достижения современной медицины, т. 2. — Харьков, 1934 г.
- Н. Н. Сиротинин. Сравнительная физиология акклиматизации к высокогорному климату, в кн.: Кислородная недостаточность. — Киев, 1963 г.
- Н. Н. Сиротинин. Реактивность и резистентность организма, в кн.: Многотомное руководство по патологической физиологии, т. 1. Москва, 1966 г.
- Сиротинин Н. Н. Академик Александр Александрович Богомолец : К семидесятипятилетию со дня рождения (1881—1956). — Киев: Госмедиздат УССР, 1957. — 109 с.
- Сиротинин Н. Н. А. А. Богомолец. — М.: Медицина, 1967. — 72 с. — (Выдающиеся деятели отечественной медицины и здравоохранения).